# マインツ

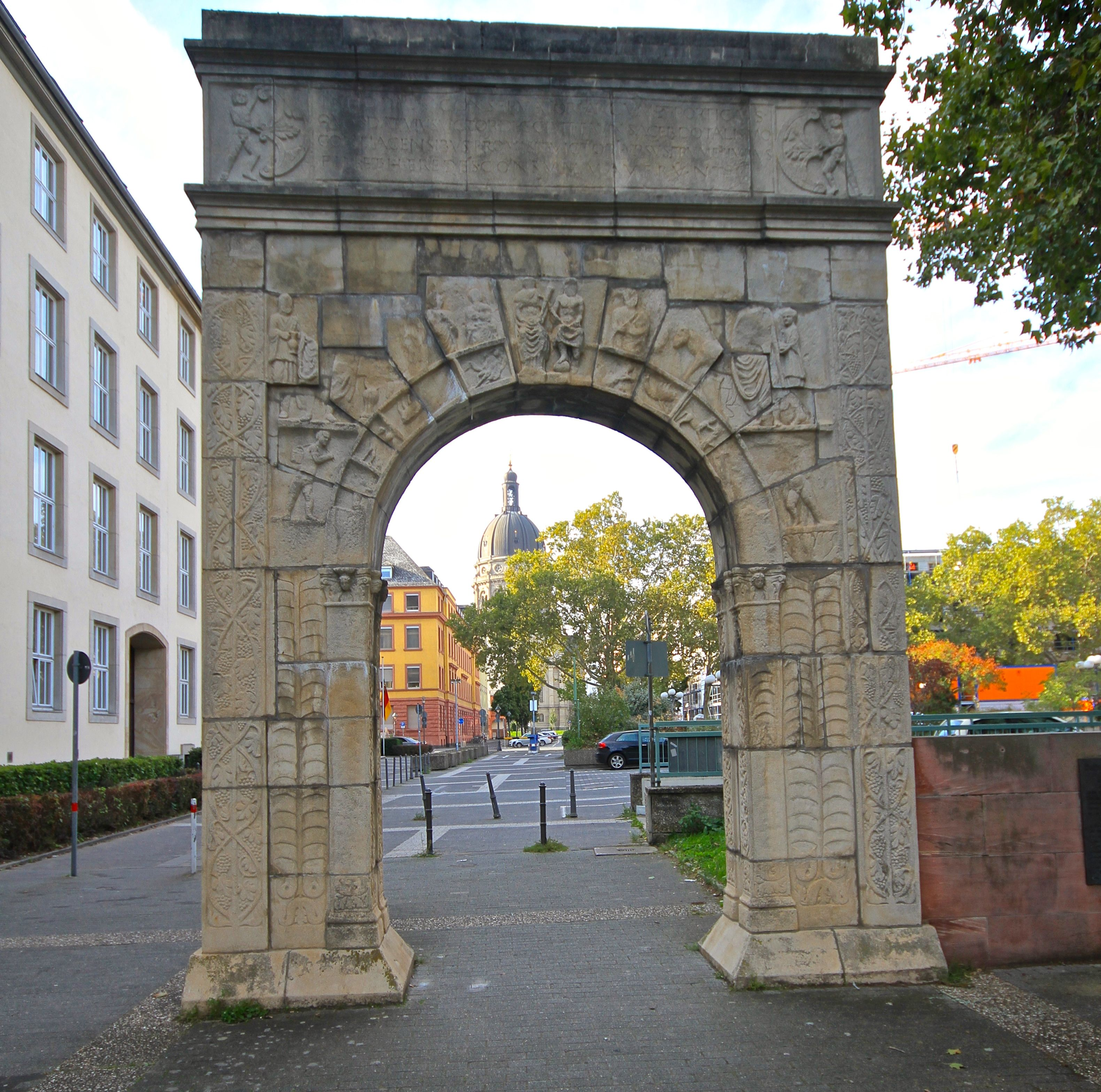
復元されたローマ時代の建造物

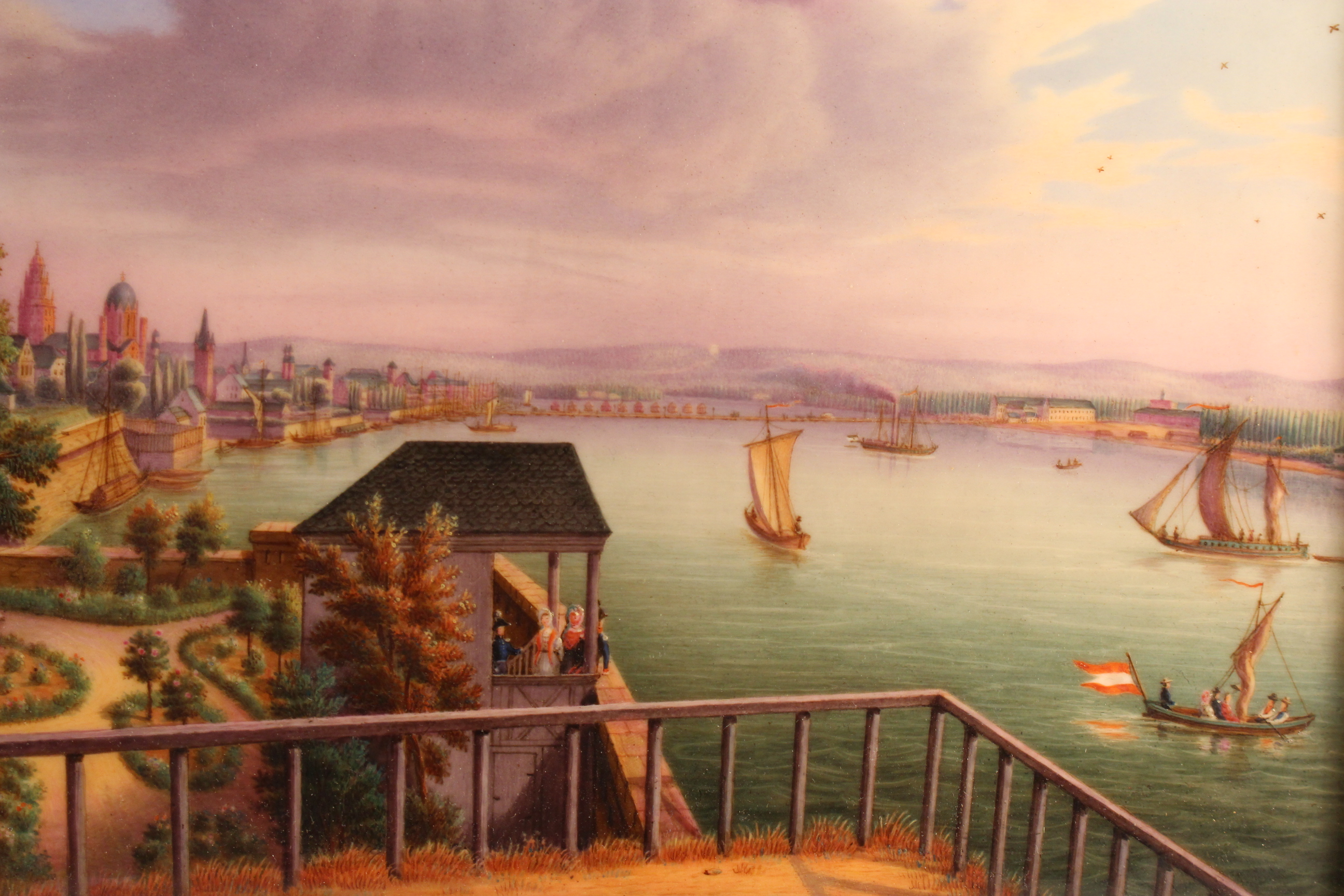
マインツ河川港　1840年頃

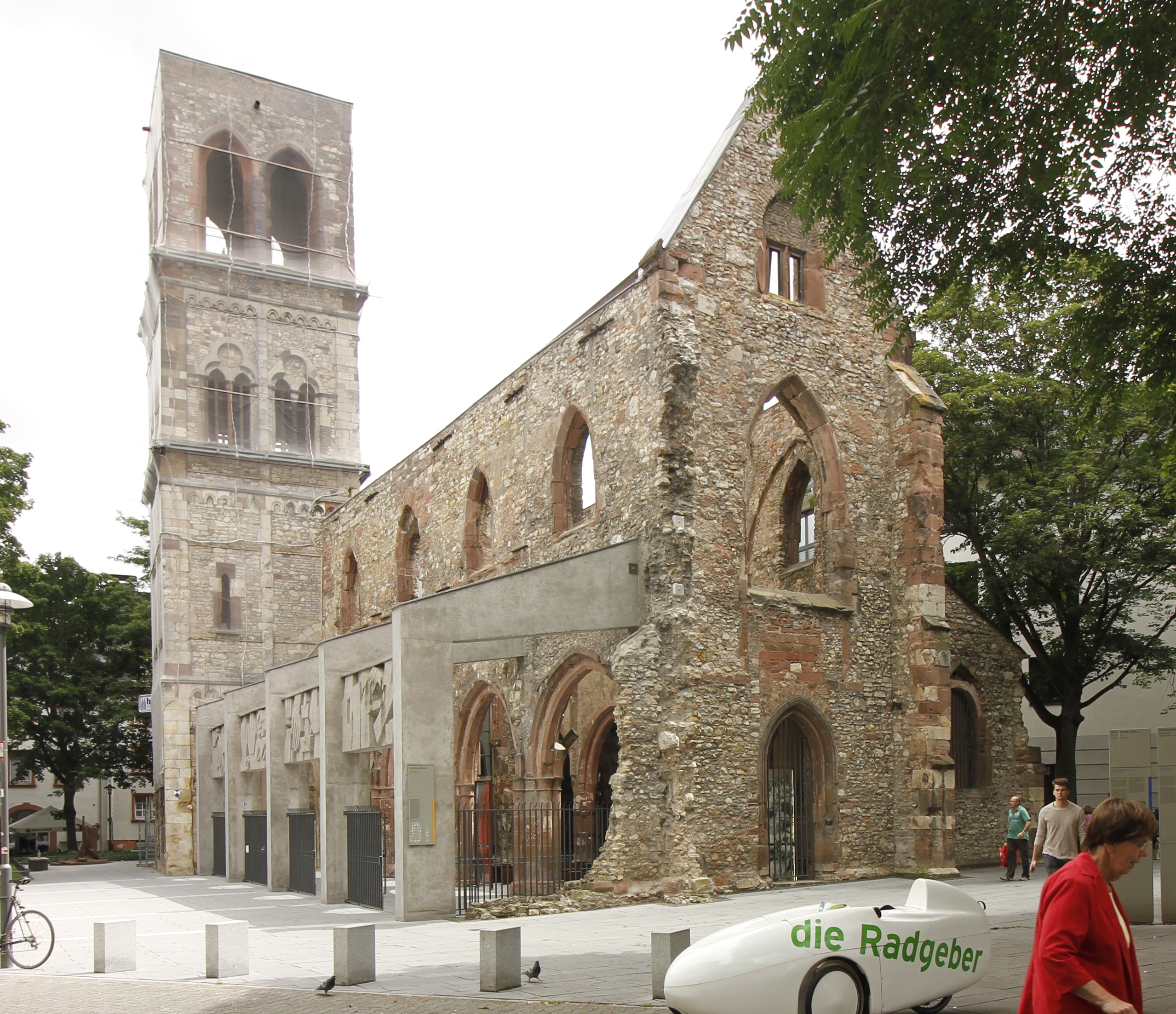
第二次大戦で破壊された教会

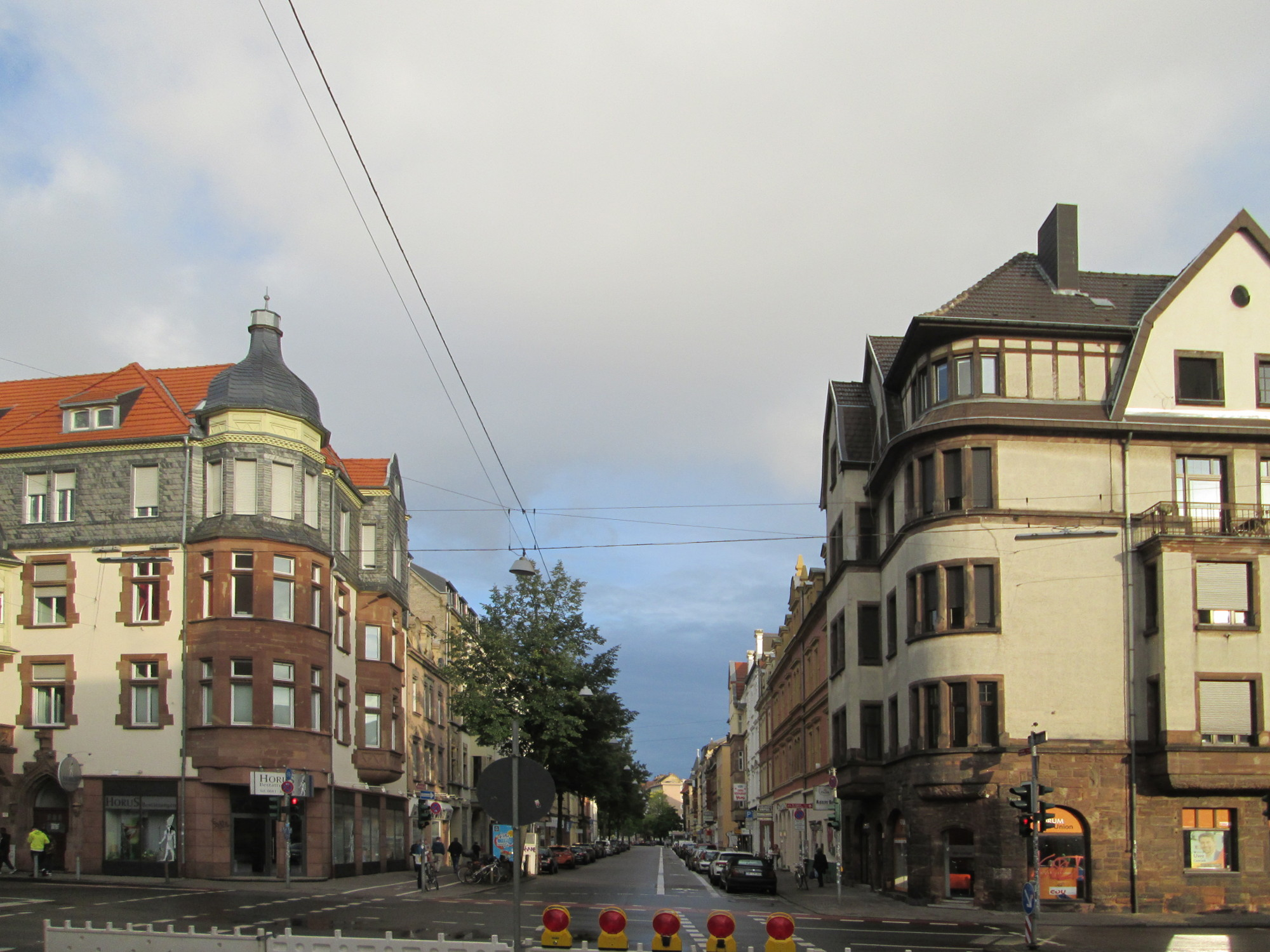
マインツの街並み

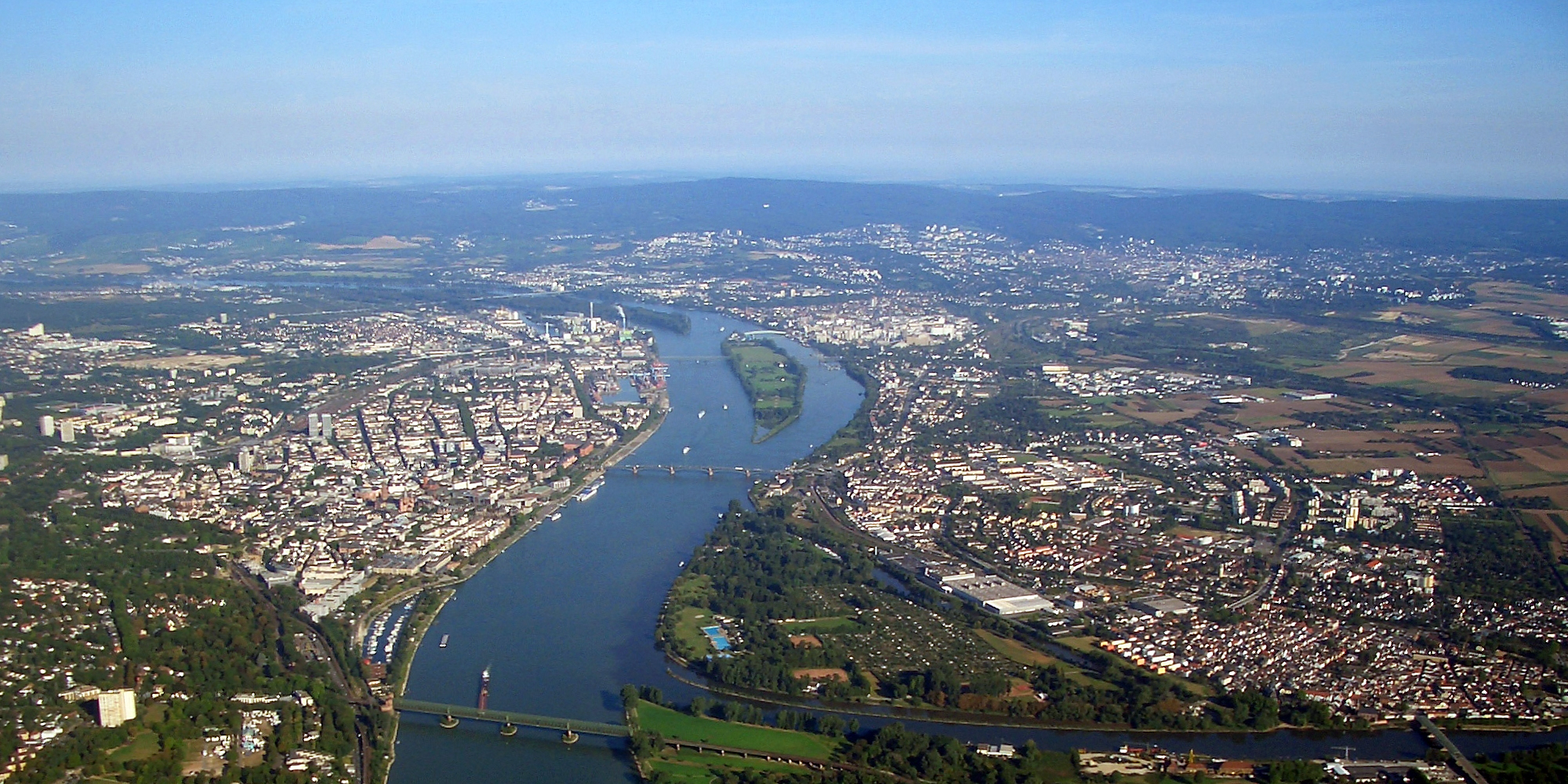
上空から　左側がマインツ

マインツ（独: Mainz [maɪ̯nt͡s] ( 音声ファイル)）は、ドイツ連邦共和国の都市。ラインラント＝プファルツ州の州都。中世よりマインツ大司教の司教座聖堂の所在地であり、活版印刷の発明者ヨハネス・グーテンベルクの出身地でもある。一時フランス領であった時期には、フランス語のマイヤンス（仏: Mayence [ma.jɑ̃s]）の名で呼ばれた。ラインガウ（Rheingau）とプファルツ（Pfalz）のワインの集散地であり、当地産のスパークリング・ワイン「クプファーベルク」（Kupferberg）は特に有名である。楽譜出版で著名なショットもこの地にある。ローレライはじめ様々な伝説に彩られた風景や古城の景色を楽しめるライン下りの観光船はマインツを出港地としている。ビンゲンからコブレンツまでの「ライン渓谷中流上部」（Das Obere Mittelrheintal）は2002年ユネスコ文化遺産に登録された。赤地に白の車輪（Weiße Räder im roten Schild）を表わす市の紋章は、伝説によれば、1009年に司教に選任されたヴィレギス（Willegis）の故事に由来する。

## 地勢
マイン川とライン川の合流点に位置し、河川交通の要衝である。そのため、いくたびか深刻な洪水による被害を受けており、近年でも1995年に大規模な洪水被害を受けた。近隣の都市としては、ヴィースバーデン、ダルムシュタット、そしてフランクフルト・アム・マインなどが挙げられる。
マインツは方言地図上、中部ドイツ語（Mitteldeutsch）のうちの「西中部ドイツ語」（Westmitteldeutsch）、その中の「ラインフランケン方言」（Rheinfränkisch）の地域に属する 。
市の中心地、グーテンベルク広場（Gutenbergplatz）には、北緯50度を示す線が、敷石に示されている。

## 歴史

### 古代
元来ケルト人の居住した地に、紀元前1世紀後半、ローマ帝国が築いた軍事拠点であるモゴンティアークム（ラテン語: Mogontiacum）がその起源とされる。当初は、周辺地域に集落が点在していたと考えられるが、ゲルマン人の侵入が激化する中でそれらが集結、市壁の建設が進められた。この大規模な軍駐屯地は「都市的な特色をも帯びるように」なった。帝国末期、属州ゲルマニア・スペリオルの州都となった。
多くの神殿や、古代のアルルや リオンの劇場に匹敵する、 13000人以上の観客を収容できるほどの大規模な劇場もあったが、現存するローマ時代の遺跡としては、いわゆる「ジュピター柱」（Jupitersäule）をはじめとする建造物をライン中流域・州立博物館（Das Mittelrheinische Landesmuseum）に、フィンテン（Finthen；地名は「泉」の意味）近傍の水源地からマインツにまで延びていた8㎞の水道の設備跡をツァールバハ（Zahlbach）の谷に見ることができる。20世紀に入ってから、マインツ南駅（現在のマインツローマ劇場駅）の隣接地でローマ時代の劇場跡が発見され、発掘が続けられている。発掘済みの一部分は駅構内からも見ることができる。

### 中世
5世紀末、フランク王国の支配下に入った。8世紀半ば、ボニファティウスがマインツの司教に就任してから、マインツはドイツにおける信徒全体を統括する首位大司教座の役割を担った。カール大帝は813年「帝国内の五つの都市で教会会議を開催し、民衆の「理解」できるような仕方で説教を行うことを聖職者に命じた」が、「マインツでは「神の言葉は俗衆が理解しうるような仕方で説教すべし」、すなわち「ラテン語説教をゲルマン語に訳すべし」と定めている。カール大帝は帝国の聖俗諸侯に命じてマインツの「太鼓大橋」を完成させたが、「船を渡して不正な儲けを盗みとろうと企てた悪漢どもの陰謀により、この橋は破壊されてしまった」（ノートカー）。神聖ローマ皇帝ハインリヒ2世の死によってリーウドルフィンガー家（リウドルフィング家）（Liudolfinger；ザクセン朝、オットー朝）が途絶えると、1024年7月4日コンラートがローマ王に選ばれたが（ザリエル朝、ザーリアー朝）、その際マインツ大司教が大きな働きをし、王の戴冠式もマインツで挙行された。中世を通じて、マインツ大司教はドイツ内での有力諸侯としての地位を保ち、1356年に成立した金印勅書の中では、7人の選帝侯のうちの1人と位置付けられている。「マインツ大司教は神聖ローマ帝国の大官房長であり、皇帝を選挙する選帝侯の首席であり、諸侯や諸都市の会議である帝国議会の議長であり、要するに帝国で皇帝に次いで位の高い存在であった」。13世紀末ごろ（1283/89?）に成立した中高ドイツ語文学『ローエングリーン』では、マインツ大司教は、カール大帝の定めた七選帝侯の第一に「ドイツ管轄帝国尚書」として挙げられている。
マインツはしばしば帝国会議（皇帝・王主催の諸侯会議）の会場となった。ドイツ中世史の栄光の頂点に立ったフリードリヒ1世 (神聖ローマ皇帝)（バルバロッサ）が、1184年の聖霊降臨祭に催した息子たちの騎士叙任式の祝祭、1188年断食期間中に皇帝が十字軍遠征を誓い、「イエス・キリストの宮廷会議」（≪Hoftag Jesu Christi≫）と呼ばれた大帝国会議はとくに有名である。1184年の祝祭は、中世ドイツ宮廷文学の創始者ハインリヒ・フォン・フェルデケが『エネイーデ』（ドイツ語版「エネアス物語」）において称揚している。13世紀末ごろ（1283/89?）に成立した中高ドイツ語文学『ローエングリーン』では、ブラバントのエルザのために戦う白鳥の騎士とフリードリヒ・フォン・テルラムントとの決戦がマインツで行われたようにほのめかされているが、この設定もフリードリヒ・バルバロッサがマインツで催した有名な祝宴に肖ったのかもしれない。
1115年マインツの都市住民は神聖ローマ皇帝ハインリヒ5世に迫って、皇帝に捕縛されていた大司教アーダルベルトを釈放させ、1119/20年には大司教がこれに感謝し、住民に対して、「外部の裁判所に呼び出されないこと、貢租を賦課されないことを保証」している。
「マインツでは、面積105ヘクタールを囲む広大なローマ末期の周壁環が中世全期を通じてこの都市の住民を包み込んでいる」。
オットー3世の時代（983-1002）、マインツの市場はドイツ国内で最も重要な市場として「その市場慣習はボーデン湖からザクセンに至るまでの地域に知られていた」。当時マインツを訪れた人の記録には、この「非常に大きな都市」に「東洋の東のはずれにのみ産出する香辛料」が見られることに驚嘆する記述がある。一方、12世紀末頃、マインツ産の毛織物がヴェネツィアにまで来ている。
13世紀以降、諸都市は都市同盟として自己を主張する。その目標は、平和、とりわけ商業の安全確保であり、出現しつつある領邦君主の圧迫からの保護であった。その最も有名なものが1254年のライン都市同盟（Rheinischer Städtebund）で、マインツ、ヴォルムス、オッペンハイムが原動力となった。提唱者はマインツの市民で遠隔地商人であるアーノルト・ヴァルポットである。翌年までに60以上の都市、諸侯などを含む都市同盟に発展した。
1244年都市マインツは、ローマ王コンラート4世と対立するマインツ大司教（エップシュタインのジークフリート3世）から大幅な都市特権を認められた。
14世紀初め、マインツの約120ヘクタールの市壁内の人口は20000-25000人にまで増加したと推計されている。
1331年には帝国自由都市（Freie Stadt des Reiches）となった。
マインツには「すでに9世紀から11世紀にかけて神聖ローマ帝国において最も重要なユダヤ人共同体が存在していた」。ユダヤ人の共同体は10世紀に急成長したが、1096年には第1回十字軍との関連で最初の暴力行為が発生した。「ユダヤ人社会の富に目がくらんで、ライン川を下流へ向かって進む熱狂した大衆が」各地でユダヤ人から略奪し、殺害したが、それはマインツでも行われた。「マインツでは改宗を拒否した1000人以上のユダヤ人が十字軍兵士の犠牲となった」。
ベルギーのブリュージュ等に現存する旧居が世界遺産に登録されていることからも知られているベギン会は俗人と同じように生活し、戒律による共住生活を送ることのない修道士・修道女の集まりであったが、13世紀前半にはマインツ地方にもベギン会修道女がいたことが証明されている。

### 近世・それ以後
宗教改革に際して、ドイツ語聖書の出版を可能にした技術である活版印刷術は、この街の出身者ヨハネス・グーテンベルクの発明とされる。16世紀前半、マインツ大司教アルブレヒト・フォン・ブランデンブルク (Albrecht von Brandenburg 1490-1545; 選帝侯 1514-1545) のもとで文化活動が興隆した。アルブレヒトは大司教位就任の際、多額の金額を教皇に支払ったが、それはフッガー家からの借金によるものだった。彼はその大金の返済を贖宥状の利益によって果たそうとし、宗教改革の引き金を引くことになる。因みに、大聖堂の脇にあるMarktbrunnen（「市場の噴水」）はアルブレヒト・フォン・ブランデンブルクにより、パヴィアの戦いでの神聖ローマ皇帝カール5世のフランス王フランソワ1世に対する勝利と農民戦争の鎮圧を記念して1525年に建てられたものである。
17世紀になると三十年戦争、大同盟戦争などで荒廃した。
フランス革命が起きると、マインツは大きな影響を被る。まずフランスから大勢の亡命貴族が流れ込む。マインツ大司教は彼らを歓待し、マインツは反革命派の拠点になる。オーストリア皇帝やプロイセン国王がマインツに会して作戦を練り連合軍はフランスに進軍するがヴァルミーの会戦で敗走。勝利したフランス軍がドイツに侵攻し、1792年10月マインツを占領する。臨時政府と革命議会「ライン公会」（Der Rheinisch-deutsche Nationalkonvent）が置かれる。公会は1793年3月17日「マインツ共和国」（Republik Mainz）の樹立を宣言し、3月21日には、副議長ゲオルク・フォルスター提出の動議を採択しフランスへの合併を決議する。フランスの国民公会はこれを承認してマインツはフランス領であると宣言される。その後マインツはプロイセン・オーストリア連合軍に包囲され開城（1793年7月）となり、プロイセン領に編入される。
1798年から1814年にかけてのフランスによる占領の後、1816年にヘッセン・ダルムシュタット（Hessen-Darmstadt）に編入。
1834年7月、ドイツ連邦加盟諸国はメッテルニヒ主導の60か条からなるウィーン秘密協定を結んだ。これにより、マインツを本部とする諜報組織網が編成された。
1930年、連合国によるラインラント占領の終結を機に、ユダヤ系商人を両親に持つ彫刻家ベンノ・エルカーン（Benno Elkan; 1877-1960）制作による≪解放の記念碑≫の除幕式がマインツのシラー広場で催されたが、フランス軍がマインツから去り、町でユダヤ人排斥運動が盛んになると、1933年マインツ市長代理はこの記念碑を撤去させた。
第二次世界大戦終了後は再度フランスに占領される。この際にライン川右岸をアメリカ占領区域、ライン川左岸をフランス占領区域としたため、ライン川右岸の地区（Kastel地区など）はマインツから切り離されることになった。ラインラント＝プファルツ州成立の際もこの境界を引き継いだため、当該地域は現在でも切り離されたままである。ラインラント＝プファルツ州成立時、暫定的な州都はコブレンツに置かれたが、1950年5月16日に州議会と州政府がマインツに移転して州都となり、地域の中心都市に返り咲いた。

## 文化

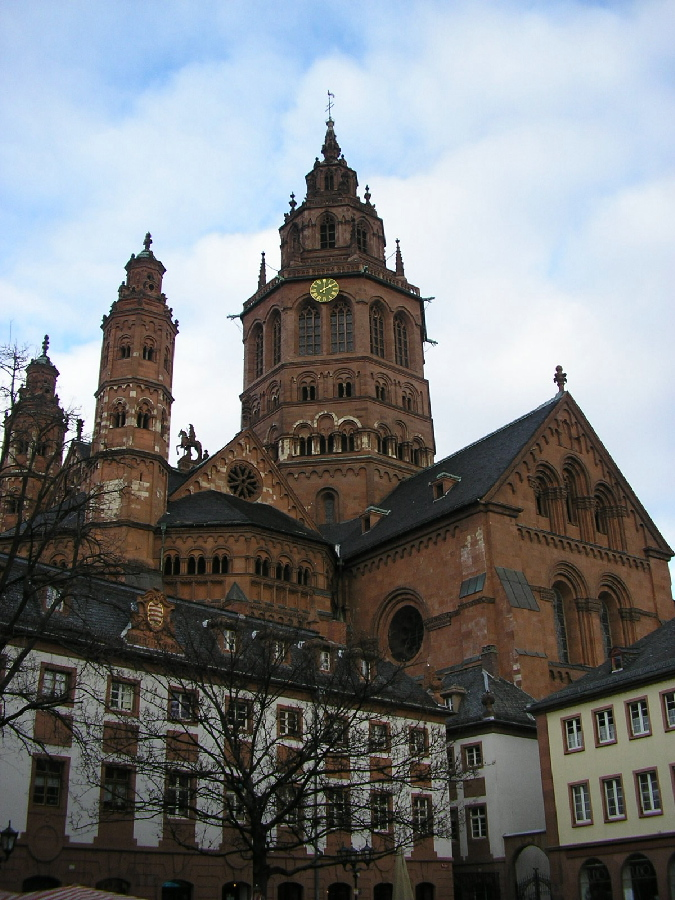
マインツ大聖堂

ロマネスク様式のマインツ大聖堂は、ケルン、トリーアと並んで有名な大聖堂である。シュパイアー、ヴォルムスの大聖堂ともにライン川上流地域ロマネスク様式宗教建築の最高傑作（Höhepunkt der romanischen Sakralbaukunst am Oberrhein）とされる。
ルネサンスの3大発明の1つである活版印刷を発明したヨハネス・グーテンベルクの生誕地であり、グーテンベルク博物館では、グーテンベルク自らが印刷したとされる世界最古の活版印刷である聖書などが展示されている。グーテンベルク工房印刷によるオリジナルの42行ラテン語聖書（1452-1455）は、47冊現存するだけだが、その一つが、アメリカ大統領が就任式の宣誓の際に手をおく聖書である。ちなみに、1477年創立（中断時期あり）のマインツ大学は現在ヨハネス・グーテンベルクの名を冠している（de:Johannes Gutenberg-Universität Mainz）。
マインツは、政治・社会風刺の造形などをのせた山車が注目される、大規模な行列が街を練り歩くカーニバル（謝肉祭）の都市としても有名で、広場にはその様子を表す楽しい噴水（Fastnachtsbrunnen）もある。カーニバルは、この町では「ファセナハト」（Fassenacht）あるいは「ファスナハト」（Fastnacht）と呼ばれる。
13世紀後半から14世紀初頭にかけて活躍した格言詩の名手、遍歴のミンネジンガー（ミンネザングの歌人）フラウエンロープことハインリヒ・フォン・マイセンは1318年にこの地に没している。カール・ツックマイヤー（de:Karl Zuckmeyer ; 1896-1977）は「第2次大戦をはさんで活躍した劇作家の中で、ブレヒトとともに最も活躍した人である」が、彼はマインツから十数キロメートルほどライン川を遡った町、ナッケンハイムに生まれ、1903年から1914年までマインツで生活し、その間マインツのギミナジウムに通った。作品の邦訳も少なくない20世紀の作家アンナ・ゼーガースはマインツに生まれた。
聖シュテファン教会では、シャガール作のステンドグラス(Chagallfenster)を見ることができる。

### ユダヤ人コミュニティ遺跡群
シュパイアー、ヴォルムスとマインツのユダヤ人コミュニティ遺跡群は2021年に世界遺産に登録された。マインツ市内からはユーデンザント（マインツ旧ユダヤ人墓地）の1か所が登録されている。

#### 登録基準
この世界遺産は世界遺産登録基準のうち、以下の条件を満たし、登録された（以下の基準は世界遺産センター公表の登録基準からの翻訳、引用である）。
- (2) ある期間を通じてまたはある文化圏において、建築、技術、記念碑的芸術、都市計画、景観デザインの発展に関し、人類の価値の重要な交流を示すもの。
- (3) 現存するまたは消滅した文化的伝統または文明の、唯一のまたは少なくとも稀な証拠。
- (6) 顕著で普遍的な意義を有する出来事、現存する伝統、思想、信仰または芸術的、文学的作品と直接にまたは明白に関連するもの（この基準は他の基準と組み合わせて用いるのが望ましいと世界遺産委員会は考えている）。

## 交通

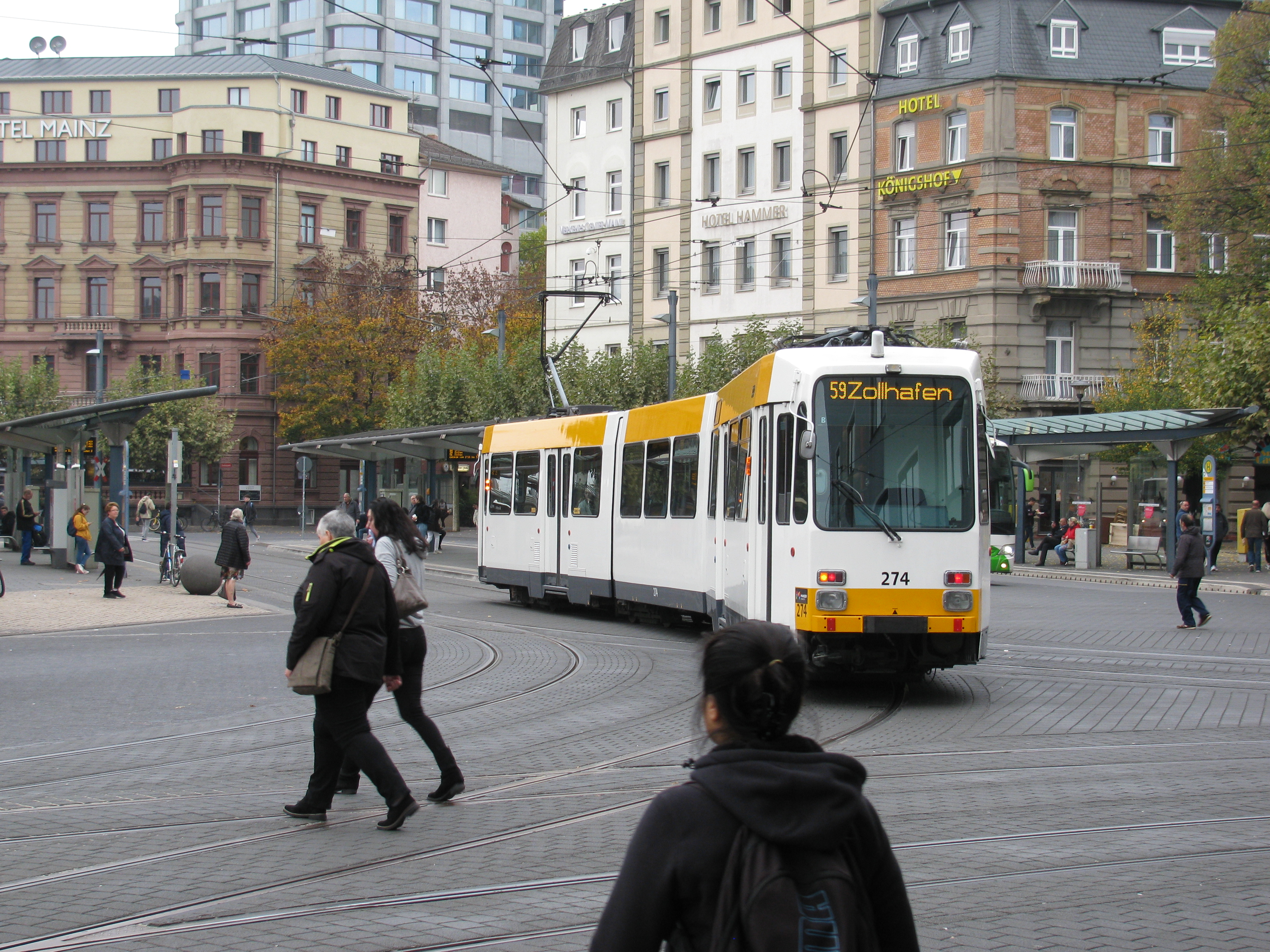
マインツの路面電車

マインツ中央駅から北方にライン川左岸線、南方にはマインツ - マンハイム線が伸びている。
市内交通はマインツ市電が5系統の路線を運行している。
マインツの東方16kmにフランクフルト空港があり便利である。

## スポーツ
- 1.FSVマインツ05 - マインツを本拠地とするサッカークラブチーム。

## 教育
ドイツの20メガ大学のひとつマインツ大学（ヨハネス・グーテンベルク大学マインツ）および著名な諸研究所を有するマインツ市は、 »Stadt der Wissenschft 2011« 「学術都市2011」に選ばれた。

## メディア
ドイツ第二の公共放送ネットワークである、第2ドイツテレビ(ZDF)はマインツに本部を置いている。またARD加盟の南西ドイツ放送(SWR)もマインツに放送局を置いている。

## 姉妹都市
マインツは以下の都市と姉妹都市である：
- - ワトフォード、ハートフォードシャー（イギリス連邦）1956年
- - ディジョン（フランス共和国）1957年
- - ロンシャン（フランス共和国）1966年
- - ザグレブ（クロアチア共和国）1967年
- - ロデンゴ（イタリア共和国）1977年
- - バレンシア（スペイン）1978年
- - ハイファ（イスラエル国）1981年
- - エアフルト（旧東ドイツ）1988年
- - ケンタッキー州ルイビル（アメリカ合衆国）1994年

また、‘友好都市’ は：
- - バクー（アゼルバイジャン共和国）1984年